# Rinodina juniperina
Rinodina juniperina är en lavart som beskrevs av Sheard. Rinodina juniperina ingår i släktet Rinodina och familjen Physciaceae.   Inga underarter finns listade i Catalogue of Life.